# (5468) Hamatonbetsu
(5468) Hamatonbetsu (1988 BK) – planetoida z pasa głównego asteroid okrążająca Słońce w ciągu 4,9 lat w średniej odległości 2,88 j.a. Odkryta 16 stycznia 1988 roku.